# Adonia Ayebare
Adonia Ayebare (* 18. Oktober 1966) ist ein ugandischer Journalist und Diplomat, der seit 2017 Ständiger Vertreter und Botschafter bei den Vereinten Nationen ist.

## Leben
Ayebare begann nach dem Schulbesuch ein Studium im Fach Massenmedien an der Makerere-Universität in Kampala und schloss dieses 1993 mit einem Bachelor of Arts (B.A. Mass Communications) ab. Des Weiteren absolvierte er ein postgraduales Studium im Fach Internationale Sicherheit an der John F. Kennedy School of Government der Harvard University, das er mit einem Zertifikat beendete. Weitere postgraduale Studien an der Long Island University sowie an der Fletcher School of Law and Diplomacy der Tufts University schloss er jeweils mit einem Master of Arts (M.A.) ab. Ferner erwarb er einen Doktor am Indiana University System sowie an der Rutgers University.
1996 begann Ayebare in Kampala seine berufliche Laufbahn als Journalist bei der Wochenzeitung The EastAfrican und war im Anschluss von 1998 bis 2000 Mitarbeiter der in Genf ansässigen Nachrichten- und Presseagentur Integrated Regional Information Networks (IRIN), ehe er zwischen 2001 und 2008 Chefberater und Sondergesandter der ugandischen Regierung für den Friedensprozess in Burundi war. Während dieser Zeit fungierte er zudem von 2002 bis 2005 als Botschafter in Ruanda und Burundi. Im Anschluss war er zwischen 2005 und 2008 erstmals stellvertretender Ständiger Vertreter und Geschäftsträger bei den Vereinten Nationen in New York City sowie von 2009 bis 2011 Direktor für das Afrika-Programm des dort ansässigen International Peace Institute (IPI). Er fungierte zwischen 2010 und 2012 erneut als stellvertretender Ständiger Vertreter und Geschäftsträger bei den Vereinten Nationen und arbeitete danach von 2013 bis 2017 als Leitender Berater für Frieden und Sicherheit bei der Ständigen Beobachtervertretung der Afrikanischen Union bei den Vereinten Nationen.
2017 wurde Ayebare zum Ständigen Vertreter und Botschafter bei den Vereinten Nationen ernannt und übergab am 3. Mai 2017 sein Akkreditierungsschreiben an UN-Generalsekretär António Guterres.
Ayebare ist verheiratet und Vater von fünf Kindern.